# Manzano Springs
Manzano Springs es un lugar designado por el censo ubicado en el condado de Torrance en el estado estadounidense de Nuevo México. En el Censo de 2010 tenía una población de 137 habitantes y una densidad poblacional de 23,22 personas por km².

## Geografía
Manzano Springs se encuentra ubicado en las coordenadas 34°57′41″N 106°13′58″O / 34.96139, -106.23278. Según la Oficina del Censo de los Estados Unidos, Manzano Springs tiene una superficie total de 5.9 km², de la cual 5.9 km² corresponden a tierra firme y (0%) 0 km² es agua.

## Demografía
Según el censo de 2010, había 137 personas residiendo en Manzano Springs. La densidad de población era de 23,22 hab./km². De los 137 habitantes, Manzano Springs estaba compuesto por el 81.02% blancos, el 0% eran afroamericanos, el 1.46% eran amerindios, el 1.46% eran asiáticos, el 0% eran isleños del Pacífico, el 10.22% eran de otras razas y el 5.84% pertenecían a dos o más razas. Del total de la población el 20.44% eran hispanos o latinos de cualquier raza.